# 바니왈리드
바니왈리드(아랍어: بني وليد, Bani Walid)는 리비아 북서부에 위치한 도시로, 트리폴리(리비아의 수도) 남동쪽에 위치한다. 2007년 이전까지 바니왈리드 주의 주도였으며 현재는 미스라타 주에 속한다.
2011년 리비아 내전 당시 수도 트리폴리가 함락된 직후 무아마르 카다피에 충성을 맹세한 카다피 지지 세력이 항전을 벌였고 그로 인해 카다피 지지 세력과 반(反) 카다피 세력 사이에 전투가 벌어졌다.